# Salluca
Salluca is een geslacht van vlinders van de familie tandvlinders (Notodontidae).

## Soorten
- S. deflectans Schaus, 1939
- S. durani Schaus, 1939
- S. gramina Schaus, 1901
- S. herbida Möschler, 1877
- S. moruma Schaus, 1901
- S. oscarina Schaus, 1937
- S. pistacina Schaus, 1901
- S. podrida Dognin, 1897
- S. psittica Schaus, 1906
- S. psitticula Dognin, 1917
- S. ruptilinea Schaus, 1912
- S. schausi Dognin, 1924
- S. tarupa Schaus, 1901
- S. telano Schaus, 1939
- S. virens Dognin, 1909